# Félix Piquet
Pour les articles homonymes, voir Piquet.
Félix Piquet, né le 21 juillet 1855 à Dombras et mort le 3 janvier 1943 à Lille, est un professeur, traducteur et germaniste français.

## Biographie
Félix Piquet est le fils d'un cultivateur de  la Meuse. Il est élève à l’École de Cluny. En 1880, il décroche son certificat d'aptitude à l'enseignement de l'allemand, puis fut étudiant à l'université de Berlin de 1880 à 1882. Agrégé d'allemand en 1884, Félix Piquet enseigne au lycée de Besançon.  
En 1898, il soutient en Sorbonne sa thèse sur Hartmann von Aue. Il est recruté aussitôt à l'université de Lille, où il est professeur de langue et littérature allemandes de 1901 à sa retraite en 1925. Outre de nombreux écrits académiques, il réalise des traductions d'allemand en français, en particulier celle du Nibelungenlied : Chanson des Nibelungen.  
Félix Piquet fut le directeur de la Revue germanique de 1909 à 1936.   
Il est récompensé par le prix Saintour de l'Académie française en 1906 pour son œuvre L’originalité de Gottfried de Strasbourg dans son poème de Tristan et Isolde. Il est l'oncle du germaniste Félix Bertaux.  
Il est décoré chevalier de la Légion d'honneur en 1918. 

## Œuvres principales
- 1898 : Étude sur Hartmann d'Aue, Paris : E. Leroux, 385 pages, Thèse doctorat de Lettres Paris Sorbonne[5].
- 1905 : L'originalité de Gottfried de Strasbourg dans son poème de "Tristan et Isolde" : étude de littérature comparée, Lille siège de l'Université, 380 pages[6].
- 1907 : Précis de phonétique historique de l'allemand accompagné de notions de phonétique descriptive, Paris : C. Klincksieck, 241 pages[7].
- 1922 : Le Nibelungenlied, traduction nouvelle avec une introduction et des notes, Paris : La Renaissance du livre, 208 pages, Les cent chefs-d’œuvre étrangers[8].